# Ischnocnema verrucosa
Espèce
Synonymes
- Eleutherodactylus verrucosus (Reinhardt & Lütken, 1862)
- Eupsophus versus Gorham, 1966

Statut de conservation UICN

 DD  : Données insuffisantes
Ischnocnema verrucosa  est une espèce d'amphibiens de la famille des Brachycephalidae.

## Répartition
Cette espèce est endémique du Brésil. Elle se rencontre à 700 m d'altitude dans les États de Bahia, d'Espirito Santo et du Minas Gerais.

## Publication originale
- Reinhardt & Lütken, 1862 "1861" : Bidrag til Kundskab om Brasiliens Padder og Krybdyr. Förste Afdeling Paddern og Oglerne. Videnskabelige meddelelser fra den Naturhistoriske forening i Kjöbenhavn, vol. 1861, no 10/15, p. 143-242 (texte intégral).